# مغنولية طبية
ماغنوليا طبية (الاسم العلمي: Magnolia officinalis) هي نوع من النباتات تتبع جنس الماغنوليا من الفصيلة الماغنولية.